# Pericyma pallida
Pericyma pallida är en fjärilsart som beskrevs av Gustaaf Hulstaert 1924. Pericyma pallida ingår i släktet Pericyma och familjen nattflyn. Inga underarter finns listade i Catalogue of Life.